# نهاوند سري
نهاوند سري هي محامية ومذيعة أخبار مصرية في قناة الأهلي.

## حياتها المهنية
درست القانون في كلية الحقوق قسم اللغة الإنجليزية من جامعة القاهرة، وعملت في المحاماة لمدة 3 سنوات قبل أن تتجه لدراسة الإعلام. عملت في برنامج «صباح أون» على قناة أون إي لمدة خمس سنوات، قبل الانتقال إلى قناة الحياة بداية عام 2018، لتقديم برنامج «الحياة اليوم». انتقلت إلى قناة الأهلي عام 2020.

## أسرتها
هي من أحفاد حسين سري باشا والذي كان رئيس وزراء مصر في عهد الملك فاروق الأول.